# Konungarnas Konung
Konungarnas Konung (originaltitel: The King of Kings) är en amerikansk film från 1927 i regi av Cecil B. DeMille.

## Rollista (i urval)
- H.B. Warner - Jesus Kristus
- Dorothy Cumming - Maria, modern
- Ernest Torrence - Petrus
- Joseph Schildkraut - Judas Iskariot
- Joseph Striker - Johannes, den älskade
- James Neill - Jakob, Johannes bror
- Robert Edeson - Matteus, publikanen
- Sidney D'Albrook - Thomas, tvillingen
- Jacqueline Logan - Maria Magdalena